# Ciuperceni - Desa
Ciuperceni - Desa sau Balta Arcerului este o arie protejată de interes național ce corespunde categoriei a IV-a IUCN (rezervație naturală de tip ornitologic) situată în județul Dolj, pe teritoriul administrativ al comunei Ciupercenii Noi.

## Localizare
Aria naturală cu o suprafață de 200 hectare se află în Lunca Dunării, în extremitatea sud-vestică a județului Dolj, în partea sudică a satului Ciupercenii Noi și cea vestică a localității Desa, lângă drumul județean (DJ533) care leagă orașul Calafat de Poiana Mare.

## Descriere
Rezervația naturală suprapusă sitului Natura 2000 - Ciuperceni - Desa, a fost declarată arie protejată prin Legea Nr.5 din 6 martie 2000 (privind aprobarea Planului de amenajare a teritoriului național - Secțiunea a III-a - zone protejate) și reprezintă o arie naturală (luciu de apă, plaje inundabile, pajiști) cu floră și faună specifice zonelor umede din lunca inundabilă a Dunării.

## Biodiversitate
Aria protejată dispune de tipuri de habitate cu lacuri eutrofe naturale, ape stătătoare oligotrofe, mlaștini sărăturate panonice, pajiști panonice pe nisipuri, pajiști de altitudine joasă, pâlcuri cu vegetație arboricolă de răchită și plop alb și terenuri arabile cultivate; suprafețe ce adăpostesc și asigură condiții de viețuire și hrană pentru mai multe specii faunistice de păsări, mamifere , reptile, amfibieni și pești.

### Faună și floră
Fauna este una bine diversificată și constituită în cea mai mare parte din păsări și pești (avat, țipar, petroc, pietroșel, zglăvoc, moioagă, chișcar), dar și din mamifere (vidră cu specia Lutra lutra), reptile și anfibieni (tritonul cu crastă, țestoasa lui Herman, buhai-de-baltă-cu burtă-galbenă).

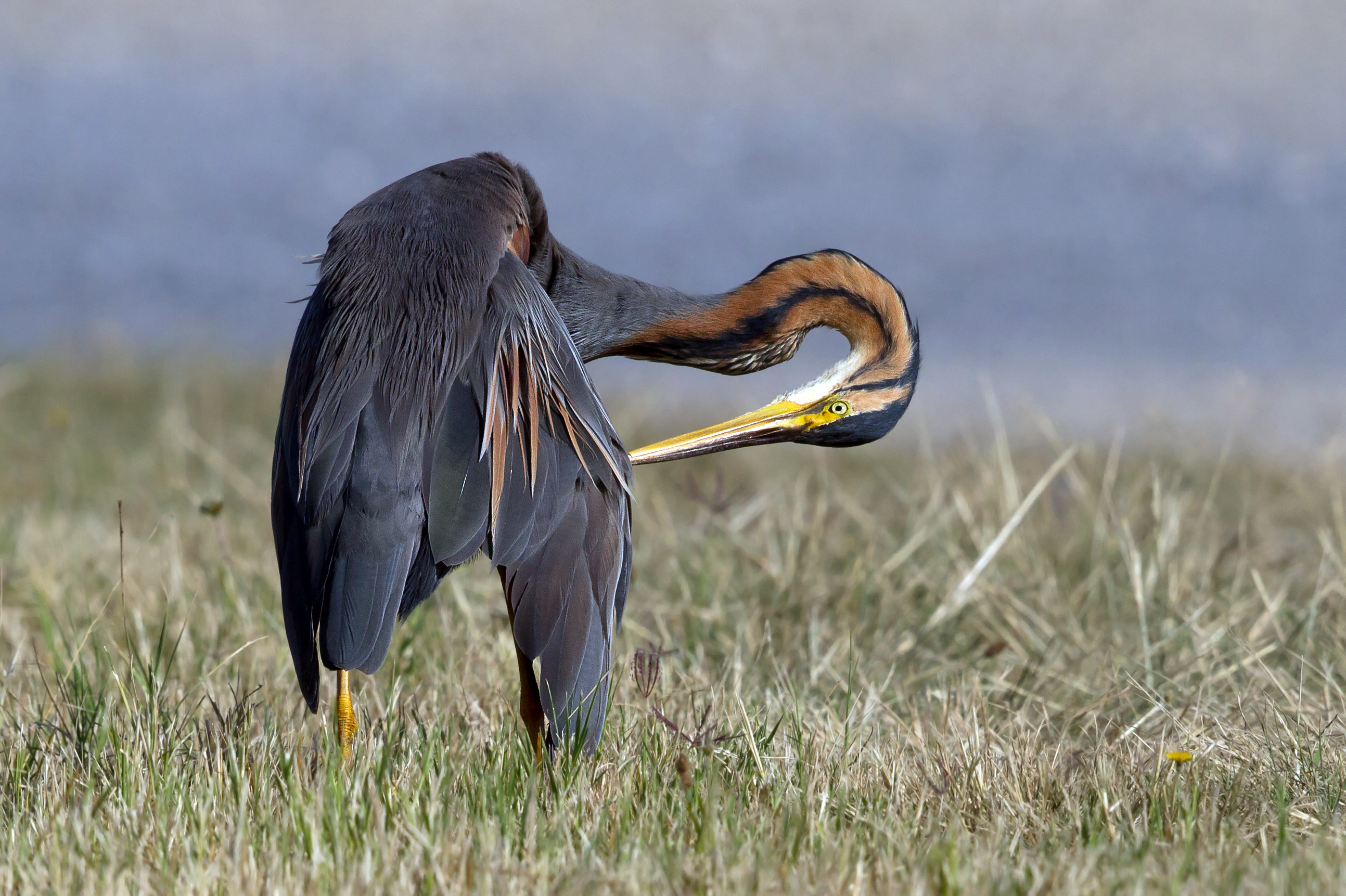
Stârc roşu (Ardea purpurea)

Păsările sunt reprezentate de mai multe specii, astfel: egretă mare (Egretta alba), egretă mică (Egretta garzetta), barză neagră (Ciconia nigra), barză albă (Ciconia nigra), lebădă-de-iarnă (Cygnus cygnus), pelican comun (Pelicanus onocrotalus), pelican creț (Pelicanus crispus), piciorongul (Himantopus himantopus), cormoran mic (Phalacrocorax pygmeus), stârc roșu (Ardea purpurea), stârc galben (Ardeolea ralloides), stârc pitic (Ixobrychus minutus), stârc-de-noapte (Nycticorax nycticorax), lopătar (Platalea leucordia), țigănuș (Plegadis falcinellus),  fluierar-de-mlaștină (Tringa glareola), chiră mică (Sterna albifrons), chiră comună (Sterna hirundo), lișiță (Gallinula chloropus), cioc-întors (Recurvirostra avosetta), codobatură (Motacilla alba) sau rață pestriță (Anas stepara). 
Flora este constituită din arbori cu specii de salcie (salcie albă - Salix alba, salcie roșie - Salix purpurea), plop tremurător (Populus tremula) și plop alb (Populus alba); comunități de păpuriș (Typha) și stufărișuri (Phragmites australis). La nivelul ierburilor vegetează specii floristice hidrofile și higrofile: stânjenel de baltă (Iris pseudacorus), crin de baltă (Botomus umbellatus) sau peștișoară (Salvinia natans).

## Atracții turistice
În vecinătatea rezervației naturale se află mai multe obiective de interes turistic (lăcașuri de cult, monumente istorice, arii protejate, zone naturale, situri arheologice), astfel:
- Biserica „Sf. Nicolae” din Desa, construcție 1860, monument istoric
- Biserica „Sf. Mucenic Gheorghe” din Calafat, construcție 1856, monument istoric
- Biserica „Izvorul Tămăduirii” din Calafat, construcție secolul al XIX-lea, monument istoric
- Biserica „Adormirea Maicii Domnului” din Calafat, construcție 1869, monument istoric
- Biserica „Sf. Nicolae” (calafat), construcție secolul al XIX-lea, monument istoric
- Rezervația naturală Balta Lată (28 ha)
- Rezervația Balta Neagră (1,20 ha)
- Lunca Dunării
- Castrul roman de la Desa